# Bobcat Goldthwait
Robert Francis Goldthwait, conocido artísticamente como Bobcat Goldthwait (Siracusa, Nueva York, 26 de mayo de 1962), es un actor estadounidense, cómico, guionista y director. Es reconocido por su personalidad agresiva, su exacerbado sentido del humor y por su voz aguda. Su interpretación más memorable es en el papel de Zed de Loca academia de policía en la segunda, tercera y cuarta entrega de la saga.

## Biografía
Goldthwait nació en 1962 en Siracusa, Nueva York. Decidió hacerse cómico en una temprana edad e hizo interpretaciones profesionales mientras compaginaba su horario con el instituto a los 15 años de edad. Estudió en el instituto Bishop Grimes de East Syracuse, graduándose junto al actor de voz Tom Kenny (voz de Bob Esponja) en 1980. Él, Kenny y Barry Crimmins actuaron en un trío cómico definiéndose a sí mismos como "The Generic Comic" y fueron cambiándose los nombres por "Bobcat, Bearcat y Tomcat". Enseguida en su carrera, reescribió con el cómico de Boston, Martin Olson a quien cogió como escritor en sus primeros dos especiales, Share the Warmth (HBO) y Don't Watch This Show (Cinemax). Goldthwaith adquirió reconocimiento como monologuista en un club de comedia e hizo dos conciertos televisados en los años 80: An Evening with Bobcat Goldthwait, Share the Warmth y Bob Goldthwait, Is He Like That All the Time?.
Goldthwait y Robin Williams fueron durante un corto período compañeros, usando de nombres "Jack Cheese" y "Marty Fromage", Goldthwait utilizó el primer nombre cuando salió en la película Tapeheads, mientras Williams hizo un cameo como Mime Jerry en Shakes the Clown haciendo de Marty Fromage.

## Apariciones
Goldthwait ha aparecido en varias películas. Siendo en Loca academia de policía su actuación más reconocida entre todas sus actuaciones. En 1986 protagonizó la comedia Crazy Summer coincidiendo en el reparto con John Cusack; su otro gran papel fue en la película Burglar con Whoopi Goldberg. También actuó en Scrooged con Bill Murray. Tuvo un notable papel en Hot to Trot en 1988 con John Candy y Dabney Coleman. En 1992, Goldthwait escribió, dirigió y protagonizó Shakes the Clown. También hizo un cameo como escritor loco en la película de 1994. En 1985, Goldthwait apareció en el videoclip oficial de la canción Be Chrool to Your Scuel de Twisted Sister del álbum Come Out and Play. Durante la llegada de 1993 Goldthwait hizo un acto de obertura para la banda Nirvana.
Goldthwait se retiró en 2005. Su actuación oficial final fue en un lugar de Las Vegas en septiembre de 2005. Declaró que en 2008 volvería a hacer un tour desde enero hasta abril. Su nueva película está actualmente en preproducción.
El 28 de marzo de 2005 un artículo del New York Post anunció que Bobcat Goldthwait sería el nuevo director del programa Jimmy Kimmel Live de la cadena ABC. Dirigió el programa desde el inicio de la temporada de 2004. Desde su conexión, los índices de audiencia crecieron a cerca de 2 millones de espectadores por noche. Los índices subieron a un 50% de cuota de audiencia entre los adolescentes. En mayo de 2006 dejó el programa a un lado para seguir con su carrera cinematográfica. Sigue manteniendo contacto con Jimmy Kimmel (que es buen amigo suyo). Volvió a dirigir segmentos del programa en el verano de 2007.

## Otras apariciones
Bobcat hizo varias apariciones más en talk show al igual que en programas de comedia incluyendo The Ben Stiller Show. En 9 de mayo de 1994 Goldthwait apareció en Tonight Show with Jay Leno, lo cual le sirvió de base del guion para su siguiente aparición en The Larry Sanders Show y ser después inspirado en un pseudo-bombero PSA en Mad TV. También apareció en un episodio de Space Ghost Coast to Coast.
Uno de los trabajos más reconocidos y recordados por el actor es su voz, también ha sido actor de voz en películas y series.
- Capitol Critters (1992)
- The Moxy Show (1995)
- Unhappily Ever After (1995-1999)
- The Tick: La Serie Animada (1995)
- Hércules (serie de 1998 a 1999)
- Lilo y Stitch
- Buzz Lightyear of Star Command (2000).

Goldthwait también ha aparecido como él mismo en el programa Bobcat's Big Ass Show en 1998.

## "Sleeping Dogs Lie"
La tercera película de Goldthwait, Sleeping Dogs Lie protagonizada por Melinda Page Hamilton fue seleccionada en el Sundance Film Festival en la sección de competición de guion dramático independiente. Sleeping Dogs Lie trata sobre un impulsivo encuentro sexual que abre las puertas al humor negro sobre las complejidades de la honestidad. También fue nominada por el gran jurado en la categoría de guion dramático. Roadside Attractions & Samuel Goldwyn Films compraron los derechos de la película.

## Vida personal
Goldthwait se casó con Ann Luly en 1986 a la edad de 24 años. La pareja tuvo dos hijos, Tasha y Taylor, y se divorció en 1998. Goldthwait conoció a su siguiente prometida, Nikki Cox, cuando protagonizaron Unhappily Ever After en julio de 1998. Los dos se comprometieron en junio de 1999, pero se separaron después de seis años de relaciones. Su nueva novia es una vieja amiga, Sarah de sa Rego, diseñadora y coproductora de Sleeping Dogs Lie.

## Premios
Su película Windy City Heat ganó un Comedia Award en el festival de comedia de Montreal Just for Laughs en 2004.

## Discografía
- Meat Bob (1988) Chrysalis Records
- I Don't Mean to Insult You, but You Look Like Bobcat Goldthwait (2003, Comedy Central Records)

## Filmografía
- God Bless America (película de 2011) - Director & Writer
- Jimmy Kimmel Live (2004-2006) - Himself
- Sleeping Dogs Lie (2006) -
- Windy City Heat (2003) (TV) - Himself
- Chappelle's Show (2003) - Himself
- Crank Yankers (2002) TV Series -
- Strip Mall (2000) TV Series
- The Man Show (1999) TV Series
- Shakes the Clown (1992) -
- Leroy & Stitch (2006) (TV) (voice) - Additional Voices
- A Halfway House Christmas (2005) (voice) - Narrator
- Lilo & Stitch: La Serie (2003-2004) - Nosy
- Windy City Heat (2003) (TV) - The Director
- Grind (2003) - Bell Clerk
- CSI: Crime Scene Investigation (2003) - Michael Borland
- Crank Yankers (2003) - Steven Goldstein
- Aquellos maravillosos 70 (2003) (Episode 5x17 The Battle of Evermore (a.k.a. Pioneer Days)) - Eli
- Hansel & Gretel (2002) (voice) - Troll
- Mickey's House of Villains (2002) (V) (voice) - Pain
- House of Mouse (2001-2002) - Pain
- Jackie Chan Adventures (2002) - The Monkey King
- Blow (2001) - Mr. T
- Late Friday (2001) TV Series - Host
- G-Men from Hell (2000) - Buster Lloyd
- Buzz Lightyear of Star Command (2000) (VG) (voice) - XL
- Lion of Oz (2000) (voice) - The Silly Oz-Bul
- Sonic Underground (????) - Amear
- The Army Show (1998) - Used Car Salesman
- Rusty: A Dog's Tale (1998) (voice) - Jet the Turtle
- Hércules (1998) - Pain
- Sin City Spectacular (1998 - 1999) -
- Stories from My Childhood (1998) TV Series -
- Sabrina, the Teenage Witch (1997) - Merlin
- Hércules (Voz) (1997) - Pain
- Mad TV (1997) - Host
- Dr. Katz (1997) - Bob
- Dog's Best Friend (1997) (TV) -
- The Tick (1996) - Uncle Creamy
- Living Single (1996) - Mugger
- Arli$$ (1996) -
- Historias del guardián de la cripta (1990-1996) - Billy Goldman
- Encino Woman (1996) (TV) - Yogi
- Unhappily Ever After (1995-1996) (TV) - Mr. Floppy
- Sweethearts (1996) - Charles
- Back to Back (1996) (TV) - Psycho
- Out There (1995) (TV) - Cobb
- Beavis y Butt-Head (1995) - Bum
- Destiny Turns on the Radio (1995) - Mr. Smith
- Duckman: Private Dick/Family Man (1994-1995) - Indian
- Urgencias (1995) - Mr. Conally
- The Moxy Show (1995) TV Series (voice) - Moxy
- Dave's World (1994) -
- Radioland Murders (1994) - Wild Writer
- The John Larroquette Show (1994) - Boss's Nephew
- The Moxy Pirate Show (1994) TV Series (voice) - Moxy
- Eek! el gato (1993) - Rudolph
- Herman's Head (1993) - Suzie's Jealousy
- Freaked (1993) - Sockhead as Tourist/Voice of Sockhead
- Are You Afraid of the Dark? (1993) - Sandman
- The Golden Palace (1992) - The Killer
- Married with Children (1992) - Zemus
- Shakes the Clown (1992) - Shakes the Clown
- Capitol Critters (1992) TV Series - Muggle
- Little Vegas (1990) -
- Meet the Hollowheads (1989) - Cop #1
- Cranium Command (1989) - Adrenal Gland
- Scrooged (1988) - Eliot Loudermilk
- Tapeheads (1988) - Don Druzel (billed as "Jack Cheese")
- Hot to Trot (1988) - Fred P. Chaney
- Loca academia de policía 4: Los ciudadanos se defienden (1987) - Officer Zed
- Burglar (1987) - Carl Hefler
- One Crazy Summer (1986) - Egg Stork
- The Vidiots (1986) (TV) - Herman Kraylor
- Loca academia de policía 3: De vuelta a la escuela (1986) - Cadet Zed
- Twisted Sister: Come Out and Play (1986) (V) - Teacher
- Loca academia de policía 2: Su primera misión (1985) - Zed
- Massive Retaliation (1984) - Deputy

## Curiosidades
- Desde el año 2000, ha dirigido otros segmentos de programas de Comedy Central incluyendo Chapelle's Show, The Man Show y Strip Mall.
- Bobcat apareció en televisión para promocionar el álbum In Utero de Nirvana, la banda se lo agradeció en los créditos de su álbum en su primera anotación.
- Entre el 9 y el 17 de junio de 2006, Goldthwait asistió al CineVegas Film Festival. También fue el panelista del CineVegas "Outlaw Cinema Panel", con el que empezó el 11 de junio. Varias revistas después de ese día dijeron que era el panelista más interesante y narrativo que hayan visto.
- Interpretó "The Sandman" en el episodio de la serie Are You Afraid of The Dark "Tale of the Final Wish".
- Sleeping Dogs Lie fue presentado en 2006 en los festivales de Toronto International Film Festival, London Film Festival, Festival de cine de San Sebastián y Austin Film Festival.
- En Hollywood Squares, a Goldthwait se le preguntó "What does Michael Jackson do in his spare time?" (Que hace Michael Jackson en su tiempo libre?) y respondió con un chiste "Blows Bubbles" (Explotar burbujas). Después del programa, no volvió a aparecer por tenerlo prohibido.
- Bobcat tocó una mayor parte de la escena de emergencia de la comedia Boston, y apareció en el documental When Standup Stood Out.
- Interpretó el papel de Bert en Mary Poppins mientras estudiaba en St. Matthew's grade school.
- Salió en los videoclips de Twisted Sister Leader of the Pack y Be Chrool To Your Scuel.
- Fue entrevistado en la comedia Keith and the Girl.
- También fue referenciado en Padre de familia, en el episodio "Perfect Castaway", durante un flash-back donde Peter Griffin participaba en un concurso llamado Bobcat o Björk. El personaje tenía que escuchar el audio y decir cuál de los dos era el correspondiente, cuando escucha unos balbuceos ininteligibles (como los que hacía Bobcat en Loca academia de policía) Peter contesta que tiene que ser Bobcat, pero falla y el presentador le dice que la voz es de Björk.